# Excalibur Aviation Company
Excalibur Aviation Company était une entreprise américaine spécialisée dans le reconditionnement d'avions civils.
Fondée et présidée par Michael M Davis, Excalibur Aviation était implantée 8337 Mission Road à San Antonio, Texas. L'entreprise a racheté en 1970à Swearingen Aircraft les droits sur la conversion des Beechcraft Twin Bonanza et Beechcraft Queen Air et poursuivi le reconditionnement de ces avions en Excalibur 800, Queenaire 800 et Queenaire 8800. Excalibur Aviation Company comptait 9 salariés en janvier 1999.
Depuis les droits ont été repris par plusieurs entreprises successives avant d'être achetés par Bemidji Aviation Services Inc (en), qui exploitait une flotte de 15 Queenaire en 2007.

## Sources
1. ↑  « airportjournals.com/Display.cf… »(Archive.org • Wikiwix • Archive.is • Google • Que faire ?).
2. ↑  Jane's All the World's Aircraft 1999
3. ↑  Flight International du 27 mars 2007, World Airlines Directory p.85